# 二階堂健男
二階堂 健男（にかいどう たけお、1963年 - ）は、 日本の労働運動家、地方公務員。全日本水道労働組合 (全水道) 執行委員長。

## 経歴
横浜市出身。1981年、横浜市立鶴見工業高等学校土木工学科卒業。
同年、横浜市水道局に入局。全水道関東地方本部書記長、横浜水道労働組合書記長・執行委員長、横浜市労働組合連合会執行委員長などを歴任。2017年 (平成30年) 年7月に横浜市水道局を退職。
同年8月、全日本水道労働組合中央執行委員長に就任。2018年11月、参議院厚生労働委員会において水道法改正に対する参考人として意見陳述。基盤強化については賛成したが、公共施設等の運営権の設定 (コンセッション方式) を可能にすることについては疑問を呈し反対した。同委員会では同じく参考人だった村井嘉浩宮城県知事は賛成の立場だった。

## その他役職
- 環境省 中央環境審議会水環境部会  臨時委員[3]
- 環境省中央環境審議会水環境・土壌農薬部会 臨時委員[4]
- 厚生労働省厚生科学審議会生活環境水道部会 委員[1]
- 同部会水道事業の維持・向上に関する専門委員会 委員[1]
- 公務公共サービス労働組合協議会 地方公務員部会議長[5]
- 横浜地域連合 議長代行[6]
- 全水道会館 理事長[7]